# Ручкін Олексій Федорович
Олексій Федорович Ручкін (1903, село Кулики Шацького повіту Тамбовської губернії, тепер Шацького району Рязанської області, Російська Федерація — січень 1975, селище Кубово Пудозького району Карельської АРСР, тепер Карелія, Російська Федерація) — радянський діяч органів державної безпеки, народний комісар (міністр) державної безпеки Татарської та Чувашської АРСР, генерал-майор. Депутат Верховної Ради СРСР 2-го скликання.

## Біографія
Народився в селянській родині. У 1916 році закінчив сільську школу, у 1919 році — два класи школи та перший курс учительської семінарії в селі Купля Шацького повіту.
З грудня 1919 до травня 1920 року служив червоноармійцем-писарем 62-го батальйону воєнізованої охорони (ВОХР).
Член РКП(б) з лютого 1920 року.
З травня до листопада 1920 року навчався на 3-х Московських піхотних курсах. З листопада 1920 до січня 1921 року — слухач Вищої партійної школи при політичному відділі 9-ї армії РСЧА.
У січні — жовтні 1921 року — помічник уповноваженого політичного бюро ЧК Шацького повіту. Учасник придушення повстання Антонова в Тамбовській губернії.
У жовтні 1921 — березні 1922 року — секретар організаційного відділу Шацького повітового комітету РКП(б).
У березні — серпні 1922 року — член, а потім голова Тарадєєвського волосного виконавчого комітету Шацького повіту.
У серпні 1922 — січні 1923 року — районний уповноважений, повітовий уповноважений ДПУ в місті Шацьку.
У січні — травні 1923 року — член Тарадєєвського волосного виконавчого комітету Шацького повіту.
У травні 1923 — березні 1924 року — інспектор виконавчого комітету Шацької повітової ради.
У березні 1924 — червні 1925 року — секретар прокуратури, народний слідчий Рязанського губернського суду в місті Шацьку.
У червні — листопаді 1925 року — інспектор карного розшуку Сасовської повітової міліції.
У листопаді 1925 — лютому 1926 року — рядовий, курсант полкової школи 142-го стрілецького полку 48-ї стрілецької дивізії в місті Ржеві.
У лютому 1926 — серпні 1928 року — помічник уповноваженого, уповноважений особливого відділу 48-ї стрілецької дивізії РСЧА в місті Ржеві.
У серпні 1928 — серпні 1929 року — курсант Вищої прикордонної школи ОДПУ.
У серпні — грудні 1929 року — уповноважений особливого (контррозвідувального) відділу Московського окружного відділу ДПУ.
У грудні 1929 — 1930 року — начальник обмінного пункту фельдзв'язку ОДПУ по Раменському районі Московського округу.
До серпня 1930 року — співробітник Московського окружного відділу ДПУ.
З вересня 1930 до жовтня 1932 року — пенсіонер у Москві.
У жовтні 1932 — липні 1934 року — уповноважений 3-го відділення економічного управління ОДПУ СРСР.
10 липня 1934 — 25 травня 1935 року — оперативний уповноважений 3-го відділення економічного відділу ГУДБ НКВС СРСР.
З 25 травня 1935 до 1936 року — тво. помічника начальника 5-го відділення економічного відділу ГУДБ НКВС СРСР.
З 1936 до 1938 року — помічник начальника відділення 3-го відділу ГУДБ НКВС СРСР, начальник відділення 3-го відділу ГУДБ (1-го управління) НКВС СРСР.
До 4 червня 1940 року — начальника 1-го відділення 2-го відділу Головного економічного управління НКВС СРСР.
4 червня 1940 — 26 лютого 1941 року — начальник Управління НКВС по Мурманській області.
26 лютого — 31 липня 1941 року — начальник Управління НКДБ по Мурманській області.
31 липня 1941 — 7 травня 1943 року — начальник Управління НКВС по Мурманській області.
7 травня 1943 — 31 січня 1944 року — начальник Управління НКДБ по Мурманській області.
31 січня 1944 — 26 грудня 1947 року — народний комісар (міністр) державної безпеки Татарської АРСР.
26 грудня 1947 — 18 січня 1951 року — заступник міністра державної безпеки Білоруської РСР.
24 січня 1951 — 16 березня 1953 року — міністр державної безпеки Чувашської АРСР.
16 березня — 16 липня 1953 року — начальник Управління МВС по Ростовській області.
Після арешту Лаврентія Берії, Ручкіна відкликали до Москви, де з липня до жовтня 1953 року перебував у розпорядженні управління кадрів МВС СРСР.
14 жовтня 1953 — 4 червня 1954 року — заступник начальника управління Мінерального виправно-трудового табору з оперативної роботи та режиму в місті Інта Комі АРСР.
З липня до вересня 1954 року — на пенсії в Москві. З вересня до грудня 1954 року — на пенсії в місті Шацьку.
У грудні 1954 — травні 1955 року — завідувач Шацького міського управління комунального господарства Рязанської області.
3 січня 1955 року Олексія Ручкіна постановою Ради Міністрів СРСР № 9-4сс позбавили звання генерал-майора «як такого, що дискредитував себе за час роботи в органах і недостойного у зв'язку з цим високого звання генерала».
У травні 1955 — липні 1956 року — голова міжколгоспного будівництва Борковської гідроелектростанції Шацького району.
У липні 1956 — грудні 1958 року — директор Новодеревенського радгоспу Шацького району Рязанської області.
У грудні 1958 — липні 1960 року — керуючий ферми радгоспу «Онезький» Шацького району Рязанської області.
У липні 1960 — березні 1961 року — завідувач підсобного господарства Кривецького ліспромгоспу Пудозького району Карельської АРСР.
У березні 1961 — січні 1962 року — завідувач підсобного господарства Кубовського ліспромгоспу Пудозького району Карельської АРСР.
У січні 1962 — листопаді 1963 року — майстер нижнього складу Кубовського ліспромгоспу Пудозького району Карельської АРСР.
З листопада 1963 року — пенсіонер у селищі Кубово Пудозького району Карельської АРСР.
Помер у січні 1975 року в селищі Кубово Карельської АРСР, похований у місті Шацьку Рязанської області.

## Звання
- старший лейтенант державної безпеки (11.12.1935)
- капітан державної безпеки (7.06.1939)
- майор державної безпеки (16.06.1940)
- комісар державної безпеки (14.02.1943)
- генерал-майор (9.07.1945-3.01.1955)

## Нагороди
- орден Леніна
- два ордени Червоного Прапора (20.06.1943, 3.11.1944)
- орден Трудового Червоного Прапора (30.12.1948)
- орден Червоної Зірки
- орден «Знак Пошани» (26.04.1940)
- медаль «За перемогу над Німеччиною у Великій Вітчизняній війні 1941—1945 рр.» (1945)
- медалі
- знак «Почесний працівник ВНК—ДПУ (XV)» (31.08.1937)